# Ordet (studio)
Ordet (株式会社Ordet (オース), Kabushiki-gaisha Ōsu) est un studio d'animation japonaise situé à Suginami dans la préfecture de Tokyo, au Japon, fondé en août 2007 par un ancien membre de Kyoto Animation, Yutaka Yamamoto,.

## Histoire
Le nom de la société, « Ordet », signifie « le mot » en danois, en suédois et en norvégien. Il s'agit aussi d'une référence au film homonyme du réalisateur danois Carl Theodor Dreyer.
Le studio Ordet a été fondé en août 2007 à Osaka par Yutaka Yamamoto après avoir été renvoyé par Kyoto Animation pendant la production de Lucky Star. Après la diffusion de Lucky Star, plusieurs membres de Kyoto Animation ont quitté l'entreprise pour rejoindre le studio Ordet avec un capital social d'environ 3 millions de yens.
En août 2011, la coentreprise holding Ultra Super Pictures est formée en intégrant Sanzigen, Ordet et le futur studio TRIGGER quelque temps après,; la filiale LIDEN FILMS est créée en février 2012 avec Hiroaki Matsuura, Tetsurō Satomi de Barnum Studio et le producteur Tadao Iwaki.
Le 25 mars 2016, Yutaka Yamamoto a démissionné de son poste de directeur-représentant, laissant sa place à Yusuke Matsuura, représentant de Sanjigen et d'Ultra Super Pictures. Hiroaki Takeuchi a changé son profil Twitter comme étant un ancien conseiller d'Ordet, le numéro de téléphone et l'adresse électronique ont été supprimés du site officiel et toutes activités de production ont été suspendues. Le lien du magasin en ligne a également été supprimé et pour mettre en place une véritable boutique en ligne.

## Filmographie

### Séries télévisées
| Année | Titre                         | Dates de 1re diffusion | Dates de 1re diffusion | Nb. éps. | Notes                                                                                   |
| Année | Titre                         | Début                  | Fin                    | Nb. éps. | Notes                                                                                   |
| ----- | ----------------------------- | ---------------------- | ---------------------- | -------- | --------------------------------------------------------------------------------------- |
| 2008  | Kannagi: Crazy Shrine Maidens | 4 octobre 2008         | 27 décembre 2008       | 13       | Sous-traitance pour A-1 Pictures.                                                       |
| 2011  | Fractale                      | 13 janvier 2011        | 31 mars 2011           | 11       | Sous-traitance pour A-1 Pictures.                                                       |
| 2012  | BLACK★ROCK SHOOTER            | 2 février 2012         | 22 mars 2012           | 8        | Basé sur les illustrations éponymes de Ryohei Fuke (Huke) ; coproduction avec Sanzigen. |
| 2013  | Senyū. (en)                   | 8 janvier 2013         | 24 septembre 2013      | 26       | Basé sur le manga de Robinson Haruhara ; coproduction avec Liden Films.                 |
| 2014  | Wake Up, Girls!               | 8 janvier 2014         | 8 mars 2014            | 12       | Projet original ; coproduction avec Tatsunoko Production.                               |

### ONA
| Année | Titre                 | Date(s) de sortie | Date(s) de sortie | Nb. éps. | Notes |
| Année | Titre                 | Début             | Fin               | Nb. éps. | Notes |
| ----- | --------------------- | ----------------- | ----------------- | -------- | --- |
| 2013  | Miyakawa-ke no kūfuku | 29 avril 2013     | 1er juillet 2013  | 10       | Basée sur la série de manga de Kagami Yoshimizu (ja) dérivée de Lucky Star ; coproduite avec Encourage Films. |
| 2014  | Wake Up, Girl ZOO!    | 5 septembre 2014  | 25 février 2015   | 10       | Série dérivée de Wake Up, Girls! changeant ses personnages en chibi.                                          |

### Films
| Année | Titre                             | Date de sortie    | Notes                                                                        |
| ----- | --------------------------------- | ----------------- | ---------------------------------------------------------------------------- |
| 2014  | Wake Up, Girls! - Seven Idols     | 10 janvier 2014   | Projet original ; coproduction avec Tatsunoko Production.                    |
| 2015  | Wake Up, Girls! Seishun no kage   | 25 septembre 2015 | Suite de la série télévisée Wake Up, Girls! ; coproduction avec Millepensee. |
| 2015  | Wake Up, Girls! Beyond the Bottom | 11 décembre 2015  | Suite de Wake Up, Girls! Seishun no kage ; coproduction avec Millepensee.    |

### OVA
| Année | Titre                                             | Date(s) de sortie | Notes |
| ----- | ------------------------------------------------- | ----------------- | --- |
| 2009  | BLACK★ROCK SHOOTER                                | 30 septembre 2009 | Épisode pilote basé sur les illustrations éponymes de Ryohei Fuke (Huke).                                  |
| 2010  | BLACK★ROCK SHOOTER                                | 24 juillet 2010   | Épisode de 50 minutes basé sur les illustrations éponymes de Ryohei Fuke (Huke).                           |
| 2012  | Bloosom                                           | 24 mars 2012      | Court-métrage de charité à la mémoire du désastre causé par le séisme et le tsunami au Japon en mars 2011. |
| 2013  | Wake Up, Girls! Deai no kiroku: A Brief Recording | 29 décembre 2013  | Épisode de 6 minutes contenant des scènes non incluses dans le film Wake Up, Girls! - Seven Idols.         |